# Tarma (Stadt)
Santa Ana de Tarma ist die Hauptstadt der gleichnamigen Provinz Tarma in der Region Junín in Zentral-Peru. Sie entspricht de facto dem Distrikt Tarma.

## Geografie

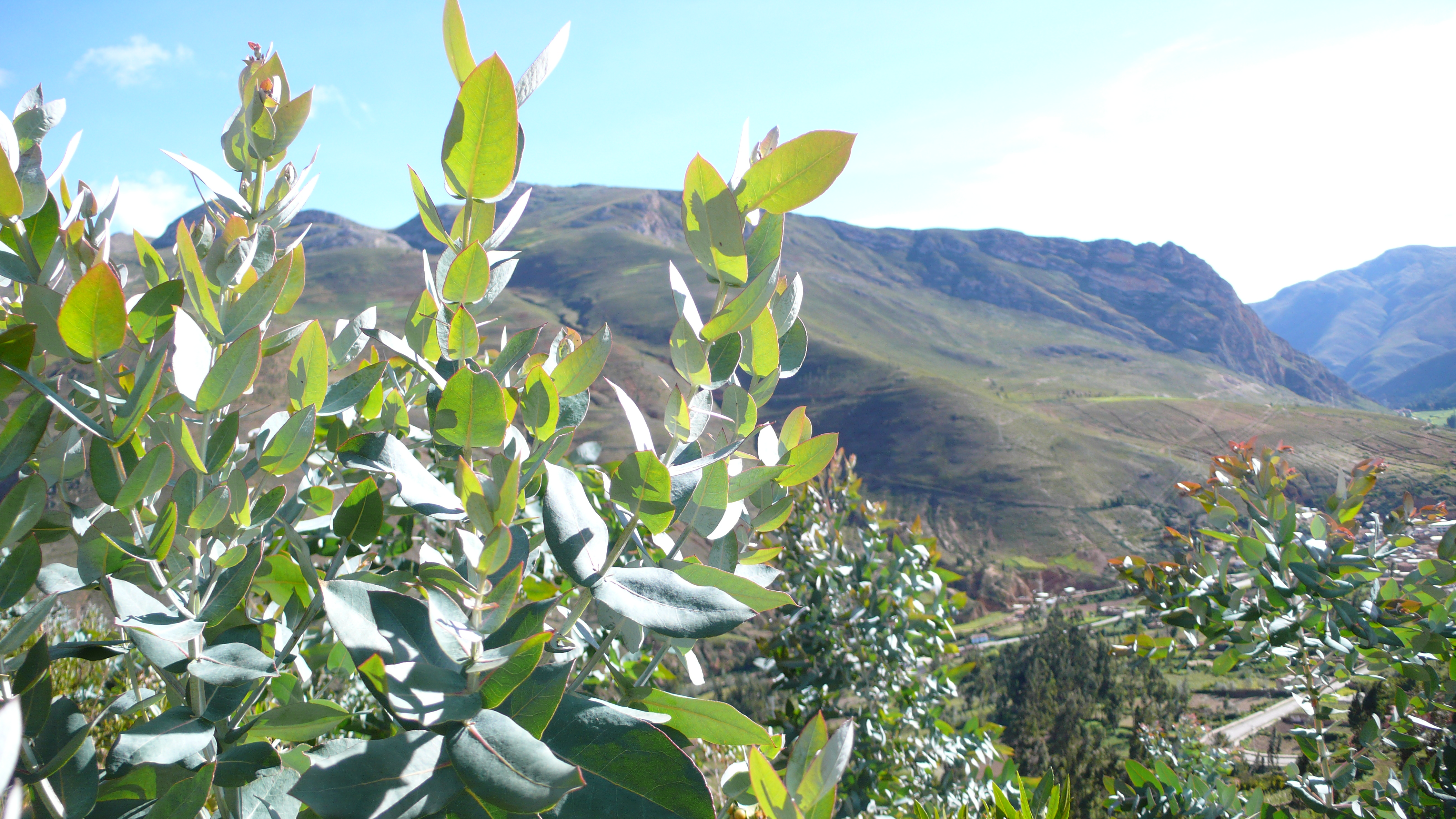
Eukalyptus bei Acobamba

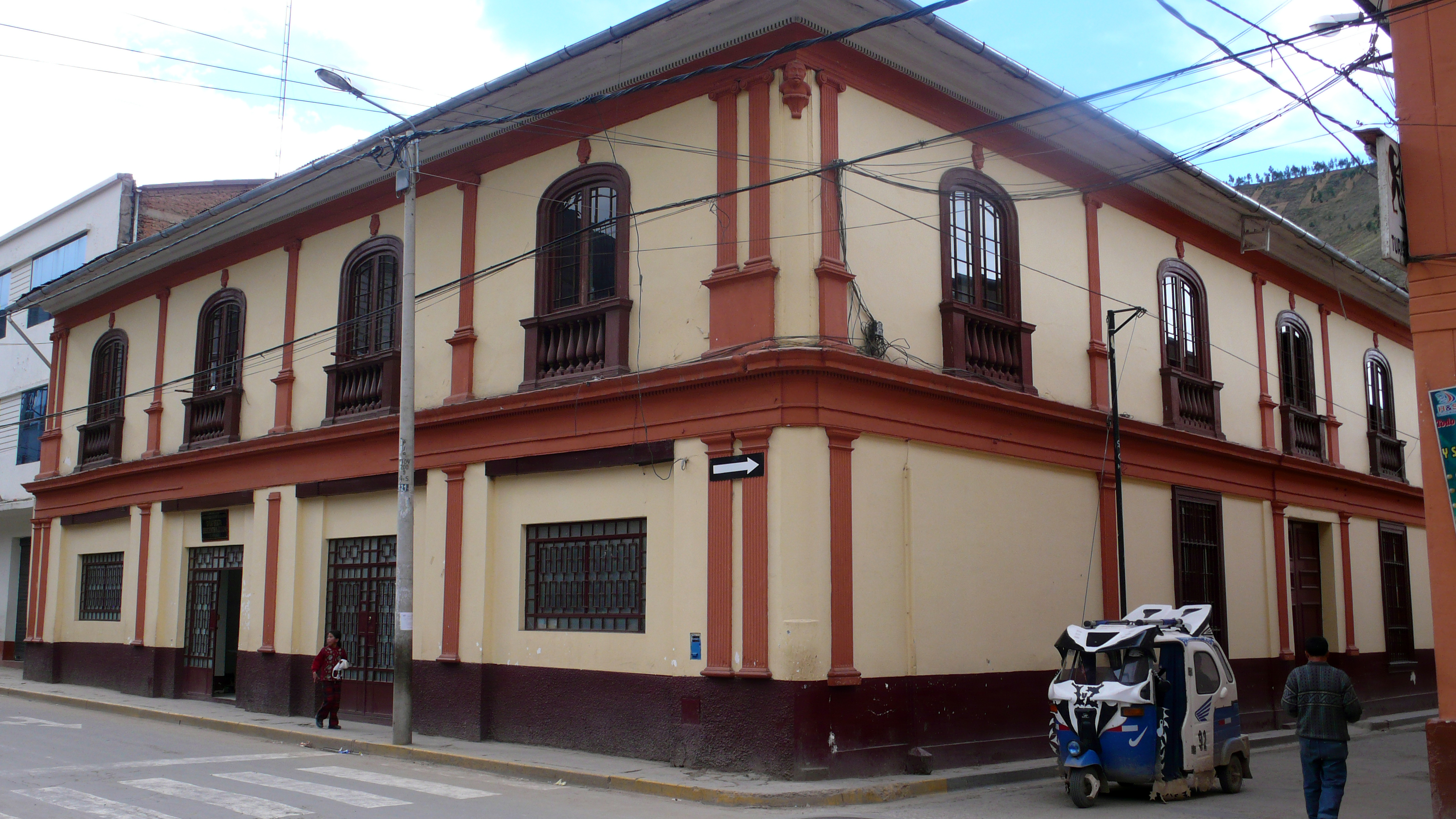
Republikanische Bauten säumen das Zentrum.

### Lage
Tarma liegt in einer Höhe von 3053 Metern über dem Meeresspiegel im Tal des Río Tarma an der Ostseite der zentralperuanischen Kordillere der Anden; damit befindet sich die Stadt in der Höhenstufe der Tierra Fría bzw. Quechua (nach Javier Pulgar Vidal). Die Stadt ist Hauptort der Provinz Tarma, einer von neun Provinzen der Junín (span. Región Junín, Quechua Xunin suyu). Zahlreiche öffentliche Einrichtungen weisen auf den Bedeutungsüberschuss Tarmas als zentraler Ort dar. Tarma ist unter anderem Sitz des Bistums Tarma mit dem Bischof Richard Daniel Alarcón Urrutia, der im Jahr 2001 ernannt wurde, und auf dessen Initiative hin 2011 ein Campus der Universidad Católica Sedes Sapientiae in Tarma angesiedelt wurde. Weiters befinden sich in der Stadt Außenstellen der Universidad Nacional Daniel Alcides Carrión und der Universidad Nacional del Centro del Perú mit Hauptsitz Huancayo, welche zur 2011 gegründeten Universidad Nacional Autónoma Altoandina de Tarma fusioniert wurden.

### Wirtschaft
Die Umgebung ist ein bedeutendes Gemüse- und Blumenanbauzentrum für die peruanische Hauptstadt Lima. Ebenso ist der Kartoffelanbau in der Umgebung von Bedeutung für ganz Peru. Der in Tarma gelegene Großmarkt Mercado mayorista dient aufgrund seiner geographischen Lage als Umschlagplatz zwischen Sierra (Anden) und Selva (Tiefland). Hier treffen sich Händler aus Oxapampa, La Merced, La Oroya und Cerro de Pasco. Innerhalb der Provinz Tarma existiert mit Cemento Andino ein für ganz Peru bedeutendes Zementwerk.
Zunehmend entwickelt sich der Tourismus zu einer bedeutenden Einnahmequelle der Stadt. In der Umgebung der Stadt finden sich viele archäologische Fundstellen, die jedoch meist unerforscht sind. In Acobamba (Provinz Tarma) liegt die bekannte Pilgerstätte des Santuario del Señor de Muruhay. Bei der etwa 35 Kilometer von Tarma entfernten Höhle Gruta de Huagapo soll es sich um eine der tiefsten Höhlen Südamerikas handeln.

### Bevölkerung
Die Stadt Tarma hatte beim Zensus 2017 39.456 Einwohner. Im Jahr 2007 lag die Einwohnerzahl bei 39.105. Im Distrikt Tarma lag die Einwohnerzahl im Jahr 2017 bei 47.775.

### Verkehr
Die Stadt befindet sich an einer bedeutenden Verkehrsroute, welche Lima mit der peruanischen Selva Central (Tropischer Regenwald in Zentralperu) verbindet. Von Tarma existieren gut ausgebaute Verbindungen nach Huancayo sowie über La Oroya nach Cerro de Pasco. Per Luftweg ist Tarma über den eine Stunde Fahrtzeit entfernten Aeropuerto Francisco Carlé angebunden.

### Klima
In Tarma herrscht allgemein ein gemäßigt semi-arides Klima. Das durchschnittliche Jahresmittel der Tageshöchsttemperatur lag im Zeitraum 1963 bis 1980 bei 19,3 °C. Das durchschnittliche Jahresmittel der Tagestiefsttemperatur lag bei 6,3 °C. Im selben Zeitraum betrug der durchschnittliche Jahresniederschlag 383,5 mm.

### Vegetation
Die Landschaft Tarmas war ursprünglich durch Nebelwald charakterisiert. Durch Eingriffe des Menschen, insbesondere Holzeinschlag für die Bergbauindustrie, wurde diese Vegetationsform zurückgedrängt. Letzte Reste finden sich noch im Nachbardistrikt Huasahuasi (Provinz Tarma) im Schutzgebiet Santuario Nacional Pampa Hermosa.
Ein landschaftsprägendes Element der Umgebung Tarmas sind mit Eukalyptus (vor allem Eucalyptus globulus) aufgeforstete Flächen. Man erhofft sich dadurch der fortschreitenden Denudation entgegenwirken zu können. Kritisiert wird hierbei der hohe Flüssigkeitsbedarf des allochthonen Baumes, welcher so den Grundwasserspiegel stark absenkt. Das Holz des Eukalyptus wird aufgrund seiner Beschaffenheit meist als Baumaterial benutzt. Aktuelle Bestrebungen verfolgen die Aufforstung mit Caesalpinia spinosa, einer autochthonen Art.

## Geschichte

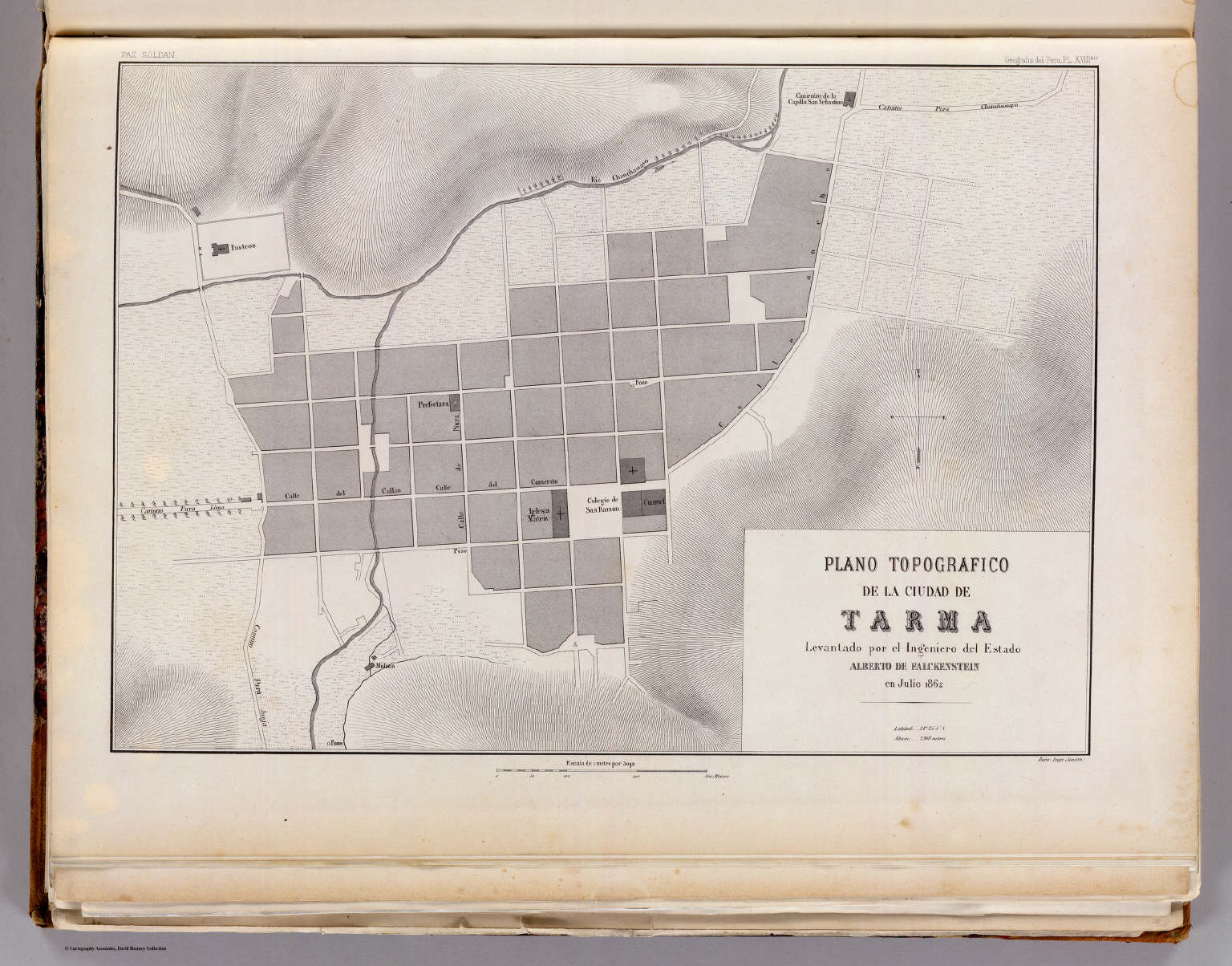
Historische Karte Tarmas.

### Präkolumbische Zeit
Die Ergebnisse der archäologischen Ausgrabungen und ethnohistorische Studien zeigen, dass das Gebiet von Tarma ursprünglich im Norden und Westen von der Chinchaycocha-Ethnie bewohnt war. Südlich des Tarma-Flusses lebten die Xauxa/Wanka, während im übrigen Gebiet, im Osten, eine kleine ethnische Gruppe ansässig war, deren Name in historischen Dokumenten nicht verzeichnet ist, die von den Archäologen Pallcamayo genannt werden. Als Pachacutec, der neunte Inka, die Region eroberte, gründete er die Provinz Tarma. Dadurch verloren die oben erwähnten Ethnien, Chinchaycocha und Xauxa/Wanka, die Herrschaft über ihr Land in der Region von Tarma und die Pallcamayo-Ethnie wurde Teil der Provinz. Der Zweck für diese Maßnahme war, die Chinchaycocha und Wanka/Xauxa besser kontrollieren zu können. Deshalb wurde der curaca [Kazique] von Tarma von Pachacutec mit Macht versehen.
Der Name Tarma wurde wahrscheinlich aus dem Namen des curacas abgeleitet, er hieß Tarma Taprac. Er war Kazique als die Spanier den Inka-Staat eroberten. Die Hauptstadt der Inka-Provinz war Tarmatambo, deren Architektur und Stadtplan vollständig inkaisch ist. Noch heute ist die Ingenieurkunst und Architektur zu bewundern, wie sie auch in Machu Picchu zu sehen sind. Beide sind ähnlich, weil sie im Auftrag von Inka Pachacutec gebaut wurden.

### Vizekönigreich Peru
1538 gilt als Jahr der Gründung der Stadt Santa Ana de la Ribera de Tarma durch die Spanier. Die Schlüsselstellung, die Tarma im Inka-Reich zukam, behielt die Stadt auch unter den Spaniern. Anfangs als Garnisonsstadt angelegt, entwickelte sich Tarma bald zu einem administrativen und kirchlichen Zentrum der Region. Tarma war im 16. und 17. Jahrhundert zunächst Hauptstadt eines Corregimiento, dann einer Intendencia.
Der erste Katasterplan soll aus dem Jahre 1815 stammen; für diesen Zeitpunkt wird eine Anzahl von 755 Gebäuden und rund 3500 Einwohnern angegeben.

### Republikanische Zeit
Bald nach der Unabhängigkeit Perus im Jahre 1821 wurde Tarma zum Zentrum des neu gegründeten Departamento de Tarma erhoben. Die Region umfasste die Distrikte Tarma, Jauja, Huancayo und Pasco. Durch den auf Bergbau begründeten Reichtum entwickelte sich Cerro de Pasco bald zum Zentrum der Region, und Tarma verlor langsam an Bedeutung. Noch während der republikanischen Zeit stieg Huancayo zum Zentrum der gesamten peruanischen Zentralanden auf, und Tarma verlor endgültig seine Rolle als bedeutende Stadt Zentralperus.

## Etymologie
Es wird allgemein angenommen, dass die Herkunft von der Bezeichnung Taramayo (Quechua, „Fluss der Tarasträucher“, vgl. Caesalpinia Spinosa) stammt. Der Name Tarma wurde wahrscheinlich aus dem Namen des curacas abgeleitet, er hieß Tarma Taprac. Er war Kazique als die Spanier den Inka-Staat eroberten. Diese Ableitung ist nicht ungewöhnlich, da allgemein Praxis bei den Spaniern war, wie zum Beispiel der Name des Chimu-Königreich aus dem Namen des Chimu-Qhapaq ableitete.

## Söhne und Töchter der Stadt
- Manuel Apolinario Odría Amoretti (* 26. November 1897 in Tarma; † 18. Februar 1974 in Lima). General und Politiker, der zwischen 1948 und 1956 an der Spitze einer Militärregierung Präsident war.
- Luis Alberto Huamán Camayo (* 1970), römisch-katholischer Ordensgeistlicher, Erzbischof von Huancayo